# Liste d'aéronefs (D)
Pour un article plus général, voir Liste des aéronefs.
- A
- B
- C
- D
- E-H
- I-M
- N-S
- T-Z

## Daimler
- Daimler L 6
- Daimler L 8
- Daimler L 11
- Daimler L 14
- Daimler L 15 et L 16, L 17, L 18, L 19
- Daimler L 20 et L 21, L 22

## DAR
- DAR-10

## Dassault Aviation
- Dassault Breguet CC-117 Falcon
- Dassault Breguet Dornier Alpha Jet
- Dassault Barougan
- Dassault Étendard II
- Dassault Étendard IV
- Dassault Étendard VI
- Dassault Falcon 5X
- Dassault Falcon 7x
- Dassault Falcon 8X
- Dassault Falcon 10
- Dassault Falcon 20
- Dassault Falcon 30
- Dassault Falcon 50
- Falcon 100
- Dassault Falcon 200
- Dassault Falcon 900
- Dassault Falcon 2000
- Dassault Falcon Cargo Jet
- Dassault Falcon Guardian
- Dassault MD 311
- Dassault MD 312
- Dassault MD 311-312-315 Flamant
- Dassault MD 320 Hirondelle
- Dassault MD 410 Spirale
- Dassault MD 415 Communauté
- Dassault MD 450 Ouragan
- Dassault Mercure
- Dassault Milan
- Dassault Mirage III
- Dassault Mirage III V
- Dassault Mirage 5 et Mirage 50
- Dassault Mirage IV
- Dassault Mirage 2000
- Dassault Mirage 4000
- Dassault Mirage F1
- Dassault Mirage G
- Dassault Mystère II
- Dassault Mystère IV
- Dassault nEUROn
- Dassault Rafale
- Dassault Super Étendard
- Dassault Super Mystère B1
- Dassault Super Mystère B2

## de Havilland
- de Havilland Chipmunk
- de Havilland Comet
- de Havilland Devon
- de Havilland DH.1
- de Havilland DH.2
- de Havilland DH.4
- de Havilland DH.5
- de Havilland DH.6
- de Havilland DH.9
- de Havilland DH.10
- de Havilland DH.15 Gazelle
- de Havilland DH.16
- de Havilland DH.66 Hercules
- de Havilland DH.86
- de Havilland DH.88
- de Havilland DH.108
- de Havilland Dominie
- de Havilland Don
- de Havilland Dove
- de Havilland Dragon Rapide
- de Havilland Dragon
- de Havilland Dragonfly
- de Havilland E-9
- de Havilland Flamingo
- de Havilland Fox Moth
- de Havilland Genet Moth
- de Havilland Gipsy Moth
- de Havilland Hawk Moth
- de Havilland Heron
- de Havilland Hornet Moth
- de Havilland Hornet
- de Havilland Hummingbird
- de Havilland Hyena
- de Havilland DH.85 Leopard Moth
- de Havilland Mosquito
- de Havilland Moth Major
- de Havilland Moth Minor
- de Havilland Moth
- de Havilland DH.80A Puss Moth
- de Havilland Queen Bee
- de Havilland Sea Hornet
- de Havilland Sea Vampire
- de Havilland Sea Venom
- de Havilland Sea Vixen
- de Havilland Tiger Moth
- de Havilland Vampire
- de Havilland Venom

## de Havilland Canada
- de Havilland Canada C-7 Caribou
- de Havilland Canada C-8 Buffalo
- de Havilland Canada CC-108 Caribou
- de Havilland Canada CC-115 Buffalo
- de Havilland Canada CC-132 Dash 7
- de Havilland Canada CC-138 Twin Otter
- de Havilland Canada CSR-123 Otter
- de Havilland Canada CT-120 Chipmunk
- de Havilland Canada DHC-1 Chipmunk
- de Havilland Canada DHC-2 Beaver
- de Havilland Canada DHC-3 Otter
- de Havilland Canada DHC-4 Caribou
- de Havilland Canada DHC-5 Buffalo
- de Havilland Canada DHC-6 Twin Otter
- de Havilland Canada Dash 7
- de Havilland Canada Dash 8

## Delanne
- Delanne 11 L'Ibis Bleu
- Delanne 20-T
- Delanne 30 P2
- Delanne 60-E.1
- Arsenal Delanne 10

## Denel Aviation
- Denel Aviation AH-2 Rooivalk

## Denel Aerospace Systems
- Denel Aerospace Systems Bateleur

## Deperdussin
- Deperdussin Monoplane
- Deperdussin Monocoque

## Dewoitine
- Dewoitine D.1
- Dewoitine D.9
- Dewoitine D.14 (en)
- Dewoitine D.19
- Dewoitine D.26
- Dewoitine D.27
- Dewoitine D.28
- Dewoitine D.30
- Dewoitine D.31
- Dewoitine D.33 Trait d'Union, Dewoitine D.332, Dewoitine D.333, Dewoitine D.334, Dewoitine D.338
- Dewoitine D.342
- Dewoitine D.35
- Dewoitine D.37, D.371, D.372, D.373, D.376
- Dewoitine D.371
- Dewoitine D.500 et D.501
- Dewoitine D.510
- Dewoitine D.520
- Dewoitine D.530
- Dewoitine D.620
- Dewoitine D.720
- Dewoitine D.770

## DFS
- DFS 194
- DFS 228
- DFS 230
- DFS 331
- DFS 332
- DFS 346
- DFS 39
- DFS 40
- DFS Mo 6
- DFS Olympia Meise
- DFS Rhönadler
- DFS Rhön-Bussard
- DFS Seeadler

## DFW
- DFW B.I
- DFW B.II
- DFW C.I
- DFW C.II
- DFW C.IV
- DFW C.V
- DFW D.I
- DFW R.I
- DFW R.II
- DFW T.20 Floh
- DFW T.34

## Diamond Aircraft
- D-JET
- DA20
- DA40 Diamond Star
- DA42 Twin Star
- DA50
- DA62
- HK36 Super Dimona

## Dietrich
- Dietrich DP-1

## DG Flugzeugbau
- DG-100, 101, 100G, 101G
- DG-200, 202, 200/17
- DG-300, 303
- DG-400
- DG-500, M, 505, 505MB
- DG-600, 600/18, 600M, 600/18 M
- DG-800, A, B, LA, S und M, 808, 808M
- DG-1000 S

## Doak
- VZ-4

## Dornier
- Dornier 27
- Dornier 28
- Dornier Do 10
- Dornier Do 11
- Dornier Do 12 Libelle
- Dornier Do 13
- Dornier Do 14
- Dornier Do 15 Wal
- Dornier Do 17
- Dornier Do 18
- Dornier Do 19
- Dornier Do 22
- Dornier Do 23
- Dornier Do 24
- Dornier Do 25
- Dornier Do 26
- Dornier Do 27
- Dornier Do 28
- Dornier Do 29
- Dornier Do 31
- Dornier Do 32
- Dornier Do 34
- Dornier Do 128
- Dornier Do 132
- Dornier Do 212
- Dornier Do 214
- Dornier Do 215
- Dornier Do 217
- Dornier 228
- Dornier Do 317
- Dornier 328
- Dornier Do 335 Pfeil
- Dornier Do 435
- Dornier Do 635
- Dornier Do A
- Dornier Do C2
- Dornier Do C3
- Dornier Do DS-10
- Dornier Do F
- Dornier Do H Falke
- Dornier Do N
- Dornier Do J
- Dornier Do R
- Dornier Do X
- Dornier Do Y

## Douglas Aircraft Company
- Douglas XA-2
- A-20 Havoc
- A-24 Dauntless
- A-26 Invader
- XA-42 Mixmaster
- A-1 Skyraider
- A-3 Skywarrior
- A-4 Skyhawk
- AC-47 Spooky
- AD Skyraider
- XA2D Skyshark
- A3D Skywarrior
- A4D Skyhawk
- Y1B-7
- YB-11
- B-18 Bolo
- XB-19
- B-23 Dragon
- XB-31
- XB-42 Mixmaster
- XB-43 Jetmaster
- B-66 Destroyer
- Boston
- BTD Destroyer
- C-1 Milirole
- C-21 Dolphin
- C-26 Dolphin
- C-29 Dolphin
- C-32
- C-33
- C-34
- C-38
- C-39
- C-41
- C-42
- Douglas C-47 Skytrain
- C-48
- C-49
- C-50
- C-51
- C-52
- Douglas C-53 Skytrooper
- C-54 Skymaster
- C-58 Bolo
- C-67 Dragon
- C-68
- C-74 Globemaster
- C-84
- C-110
- C-112 Liftmaster
- C-114 Skymaster
- C-115 Skymaster
- C-116 Skymaster
- C-117 Super Dakota
- C-118 Liftmaster
- C-124 Globemaster II
- YC-129 Super Dakota
- XC-132
- C-133 Cargomaster
- C-9 Skytrain II
- C-24
- CC-129 Dakota
- DC-1
- DC-2
- DC-3
- DC-4
- DC-5
- DC-6
- DC-7
- DC-8
- DC-9
- Digby
- Dolphin
- DT
- World Cruiser
- F-6 Skyray
- F-10 Skyknight
- FD
- F3D Skyknight
- F4D Skyray
- F5D Skylancer
- F6D Missileer
- M-1
- O-2
- O-31
- O-43
- YO-44
- O-46
- Douglas XP-48
- P-70 Nighthawk
- R2D
- R3D
- R4D
- R5D Skymaster
- RB-66
- SBD Dauntless
- D558-I Skystreak
- D558-II Skyrocket
- T2D
- TBD Devastator
- TB2D Skypirate
- X-3 Stiletto

## Dufaux
- Dufaux 4
- Dufaux 5

## Dumod
- Dumod I
- Dumod Infinité I
- Dumod Infinité II
- Dumod Liner

## Dyn'Aéro
- Dyn'Aéro MCR 01
- Dyn'Aéro MCR 4S
- Dyn'Aéro CR100 / CR110 / CR120
- Dyn'Aéro Twin-R

- A
- B
- C
- D
- E-H
- I-M
- N-S
- T-Z